# Juliusz Łuciuk
Juliusz Łuciuk (* 1. Januar 1927 in Nowa Brzeźnica; † 17. Oktober 2020 in Krakau) war ein polnischer Komponist.
Łuciuk studierte von 1947 bis 1952 Musikwissenschaft bei Zdzisław Jachimecki an der Jagiellonen-Universität in Krakau, daneben Musiktheorie bei Aleksander Frączkiewicz an der Staatlichen Musikakademie, Komposition bei Stanisław Wiechowicz, Klavier bei Sergiusz Nadgryzowski und Jan Hoffman sowie Orgel bei Józef Chwedczuk. 1958–59 studierte er in Paris Komposition bei Nadia Boulanger und Max Deutsch und besuchte Seminare von Olivier Messiaen. 1959 nahm er an den Darmstädter Ferienkursen teil.
Nach seiner Ausbildung widmete sich Łuciuk ausschließlich der Komposition. Seine Werke wurden in Polen und im Ausland aufgeführt und mit zahlreichen Preisen ausgezeichnet. Er komponierte u. a. Lieder und Chorwerke, Klavierwerke, Kammermusik und Orchesterwerke, Oratorien, Kantaten, Musiken für Pantomimen und eine Oper.

## Werke
- Trzy pieśni do słów Leopolda Staffa für Sopran und Klavier (1954)
- Dzikie wino, Kantate, für Sopran, Bariton, gemischten Chor und Sinfonieorchester (1955)
- Capriccio für Violine und Klavier (1956)
- Sonata für Fagott und Klavier (1956)
- Sonata für Klarinette und Klavier (1956)
- Cztery miniatury für Klavier (1957)
- Szkice symfoniczne für Orchester (1957)
- Allegro symfoniczne für Orchester (1958)
- Sen kwietny, fünf Lieder nach Texten von Julian Przyboś für vier Orchesterensemble oder Stimme und 12 Instrumente (1960)
- Pour un Ensemble für Sprecher und 24 Streichinstrumente (1961)
- Enfiando für Sinfonieorchester (1962)
- Niobe, Ballett–Pantomime für gemischten Chor und Sinfonieorchester (1962)
- Improwizacje dziecięce für Klavier (1962)
- Melorhythms für Orchester (1962)
- Maraton, Pantomime für präpariertes Klavier (1963)
- Lirica di Timbri für präpariertes Klavier (1963)
- Pacem in terris für Frauenstimme und präpariertes Klavier (1964)
- Suknia, Pantomime-Drama für präpariertes Klavier und Kammerensemble (1965)
- Narzędzie ze światła für Bariton und Sinfonieorcher oder Klavier (1966)
- Cztery sonatiny na fortepiano (1966–69)
- Brand – Peer Gynt, Pantomime für zwei präparierte Klaviere und Kammerensemble (1967)
- Passacaglia für präpariertes Klavier (1968)
- Poéme de Loire, fünf französische Lieder für Sopran und Sinfonieorchester (1968)
- Speranza Sinfonica für Orchester (1969)
- Kaszëbë für Solostimme, gemischten Chor und Sinfonieorchester (1969)
- Lamentazioni in memoriam Grażyna Bacewicz für Orchester (1970)
- Sen nocy listopadowej, choreographisches Drama für Instrumentalensemble (1971)
- Wiatrowiersze für Bariton und Kammerensemble (1971)
- Contemplazioni für Sopran und Orgel (1971)
- Kiedy minie 5 lat für Sopran, präpariertes Klavier und Kammersensemble (1972)
- Skrzydła i ręce für Bariton und Sinfonieorchester (1972)
- Śmierć Eurydyki, Ballett für Mezzosopran un kleines Sinfonieorchester (1972)
- Concertino für Klavier und kleines Sinfonieorchester (1973)
- Miłość Orfeusza, Ballett-Oper für Solisten, gemischten Chor und Orchester (1973)
- Portraits Lyriques für Mezzosopran, zwei Violinen, Cello und Klavier (1974)
- Legenda warszawska quasi kołysanka für Soinfonieorchster (1974)
- Missa gratiarum actione für gemischten Chor (1974)
- Medea, Ballett für Sopran, gemischten Chor und Kammerorchester (1975)
- Trzy pieśni zbójnickie für Tenor und gemischten Chor a cappella (1975)
- Demiurgos, Oper für Solisten, gemischten Chor und Kammerensemble (1976)
- Franciszek z Asyżu, Oratorium für Sopran, Tenor, Bariton, gemischten Chor und Sinfonieorchester (1976)
- Hymnus de Caritate per coro misto a cappella (1977)
- Image für Orgel (1977)
- Trzy baby für gemischten Chor a cappella (1977)
- W jaworowym lesie für Klavier (1977)
- Monologi i dialogi für Sopranflöten (1977)
- Arabesk für Klavier (1978)
- Pieśń nadziei o papieżu słowiańskim für gemischten Chor a cappella (1978)
- Pokutnik z Osjak, Musik zu Roman Brandstaetters Drama für Solisten, gemischten Chor, Männerchor, präpariertes Klavier, Flöte und Perkussion (1979)
- Wiklina, fünf Stücke für Kammer-Streichorchester (1979)
- Wariacje für Cello und Klavier (1980)
- Quattro antiphonae für gemischten Chor a cappella (1980–84)
- Hymnus de Sancto Norberto für Knaben- oder Frauenchor (1982)
- Preludia maryjne für Orgel (1982)
- Pory życia für Sopran und Klavier (1982)
- Trzy pieśni pasyjne für Sopran und Orgel (1982)
- Suita maryjna für gemischten Chor a cappella (1983)
- Trzy miniatury na skrzypce i fortepian (1984)
- Litania polska für Solisten, gemischten Chor und Streichorchester (1984)
- Apocalypsis per solo soprano, alto, tenor, baritone e coro misto (1985)
- Partes variabiles für Kinder- oder Frauenchor und Orgel oder Streichorchester (1985)
- Concerto per contrabasso ed orchestra (1986)
- Arabeska nr 2 für zwei Klaviere (1987)
- O, ziemio polska für gemischten Chor a cappella (1987)
- Vesperae in assumptione beatae Mariae Virginis für Männerchor (1987–89)
- Ostra Brama für gemischten Chor (1989)
- Chwalcie Pana, Psalm für Männerchor (1989)
- Ballata per chitarra (1990)
- Modlitwa do Świętego Jana Kantego für gemischten Chor (1990)
- Magnificat für gemischten Chor (1990)
- Pielgrzym für gemischten Chor (1990)
- M – Allegretto für vier Klaviere (1991)
- Oremus pro Pontifice Joanne Paulo Secundo für gemischten Chor (1992)
- Antyfony für gemischten Chor (1992)
- Tripticum paschale für Orgel (1993)
- Msza polska für Mezzosopran, gemischten Chor und Blasorchester (1993)
- Hommage à quelqu'un für Gitarre und Streichorchester (1993)
- l'Inscription für gemischten Chor (1994)
- Cztery piosenki religijne für Solostimme und Klavier oder Orgel (1994)
- Sonet słowiański XV für Bariton, gemischten Chor und Blasorchester (1995)
- Sonet słowiański IX für gemischten Chor (1995)
- Gesang am Brunnen, Oratorium für Sopran, Tenor, Bariton, gemischten Chor und Kammerorchester (1996)
- Hymn uwielbienia für gemischten Chor (1996)
- Sanctus adalbertus flos purpureus, Oratorium für Mezzosopran, Tenor, Bariton, gemischten Chor und Sinfonieorchester (1997)
- Kantata jubileuszowa für Sopran, Tenor und Blasorchester (1998)
- Litania do Matki Bożej Supraślskiej für Alt, gemischten Chor und Kammerorchester (1998–99)
- Święta Kinga, Lied zur Feier der Heiligsprechung der Königin Kinga für gemischten Chor a cappella (1999)
- Chrystus Pantokrator, Oratorium für Sopran, Alt, Tenor, gemischten Chor und Sinfonieorchester (2000)
- Błogosławione Siostry Męczenniczki für Frauenchor (2000)
- Consecrazione für Orgel (2003)
- Strumień Boży, Oratorium für Mezzosopran, Bariton, gemischten Chor und Sinfonieorchester (2004)
- O Świętej Klarze z Asyżu, vier Lieder für Frauenchor (2004)
- Tryptyk wileński, drei romantische Lieder für Mezzosopran und Klavier (2005)
- Prasakrament. Medytacja o Praźródle Miłości für Solostimme (2005)
- Medytacje nad Księgą Rodzaju na progu Kaplicy Sykstyńskiej, Oratorium für Mezzosopran, Bariton und Klavier (2006)
- Św. Rafał Kalinowski – Pielgrzym Boży, Oratorium für Sopran, Tenor und gemischten Chor (2007)

## Diskografie
- 1998: The New Polish Music Panorama I - Choral and Organ Music - Acte Préalable AP0005
- 2001: Gaude Mater Festival - 3 - Polish Mass - Acte Préalable AP0098
- 2007: - Juliusz Łuciuk - Medea - ballet in one act and twelve scenes - Acte Préalable AP0147
- 2006: - Gaude Mater Festival - 6 - Polska sakralna muzyka współczesna - Acte Préalable AP0187
- 2009: - Juliusz Łuciuk - Sonorous Piano Visions - Acte Préalable AP0225
- 2009: - Juliusz Łuciuk - Piano concertino - Concerto for double bass - Acte Préalable AP0227
- 2009: - Juliusz Łuciuk - Wings and Hands - Acte Préalable AP0229
- 2011: - Juliusz Łuciuk - Gesang am Brunnen - oratorio - Acte Préalable AP0240
- 2013: - Polish contemporary chamber music with mezzo-soprano - Acte Préalable AP0274
- 2014: - Juliusz Łuciuk - Omaggio a L’Aquila - Spełnienie - Acte Préalable AP0293
- 2016: - Juliusz Łuciuk - Memories... lyrical, sentimental, carefree - Acte Préalable AP0357